# Ophiorrhiza hirsutula
Ophiorrhiza hirsutula är en måreväxtart som beskrevs av Robert Wight och Joseph Dalton Hooker. Ophiorrhiza hirsutula ingår i släktet Ophiorrhiza och familjen måreväxter. Inga underarter finns listade i Catalogue of Life.